# Doklece
Doklece este o localitate din comuna Majšperk, Slovenia, cu o populație de 93 de locuitori.